# Национальный стадион (Сингапур)
«Национальный стадион» (англ. National Stadium) — футбольный стадион, расположенный в Каланге, Сингапур. Стадион был открыт в 2014 году на месте снесённого в 2011 году стадиона «Национальный». Новый стадион является многофункциональным и способен принимать футбольные, регбийные, крикетные, легкоатлетические соревнования; стадион также подходит для проведения праздничных мероприятий и концертов. Максимальная вместимость — 55, 000. Часть спортивного комплекса Singapore Sports Hub.